# It's Only Rock 'n' Roll (But I Like It)
"It's Only Rock 'n' Roll (But I Like It)" er hovedsinglen fra det engelske rock ’n’ roll band The Rolling Stones, og den fandtes første gang i 1974 album It's Only Rock 'n' Roll.

## Inspiration og indspilning
Indspillet i foråret 1974 bliver ”It's Only Rock 'n' Roll (But I Like It)” som sædvanligt krediteret til de normale sangskrivere Mick Jagger og Keith Richards, men det er kendt at Jagger skrev denne sang med hjælp fra nuværende guitarist Ron Wood. Denne sang blev indspillet på en nat i et studie i Woods hus, ”The Wick” i Richmond, London. David Bowie dannede kor til Jaggers sang, og Willie Weeks spillede bass med Kenney Jones på trommer. Sangen på albummet ligner den originale optagelse.
Meningen af ”It's Only Rock 'n' Roll (But I Like It)” blev opsummerede af Jagger i 1993: ” Ideen til sangen havde noget at gøre med, at været en offentlig person på det tidspunkt. Jeg var ved at blive en smule træt af, at folk gik rundt og sagde:” Åh, den er ikke så god som deres sidste.” Det var en sorgløs, anti- journalistiske slags sang.” 
| Citat | If I could stick my pen in my heart, And spill it all over the stage; Would it satisfy ya, would it slide on by ya, Would you think the boy is strange? Ain't he strange? | Citat |
|       | |       |

| Citat | If I could win ya, if I could sing ya, a love song so divine, Would it be enough for your cheating heart, If I broke down and cried? If I cried? I said I know it's only rock 'n roll but I like it | Citat |
|       | |       |

## Udgivelse og efterfølgende
Udgivet i juli, 1974, fik ”It's Only Rock 'n' Roll (But I Like It)” en moderat plads på chart. Den fik kun en 16. plads i USA, men det gik lidt bedre i på den UK Singles Chart, hvor den fik en 10. plads. Sangen bliver husket for sin musikvideo, der viser bandet klædt ud i sømandstøj og spiller i et telt, der til slut bliver fyldt med sæbebobler.
Selvom det i starten blev langsom med sangen, er den siden blevet en populær sang til live shows. The Stones ændre faktisk tonearten, fra E til B, under live optagelser, som kan høres på Love You Live (1977) og Live Licks (2004). Ifølge Richards er sangen, da sangen blev optaget, indspillet i den forkerte toneart, men de indså det ikke før de havde spillet den live.